# Château du Cingle
Le château du Cingle est un château situé dans la commune de Vernas, en Isère.

## Historique
Cette maison forte a été bâtie entre le XIVe et le XVIe siècle.
Elle se compose de trois corps de bâtiments qui délimitent une cour rectangulaire fermée à l'ouest par un haut mur dans lequel est percé un portail en arc en plein-cintre. L'aile sud s'élève sur deux étages de sous-sol dans sa partie ouest, et un niveau de cave voûtée en berceau, en étage de soubassement, dans sa partie est. Dans l'angle sud-est une tour d'escalier en vis, en demi-hors-ouvre permet l'accès aux étages.
Le château fait l'objet d'une inscription partielle (cheminée, élévation et toiture) au titre des monuments historiques depuis le 25 avril 1975.
La cour du château abrite le Festival d'art et musique du château du Cingle chaque été depuis 1989, date de sa création par M. Paul Crapie (1934-2010), chevalier de l'Ordre des arts et lettres.